# Пак Чхун Хун
Пак Чхун Хун (кор. 박충훈?, 朴忠勋?; 19 января 1919, Чолла-Намдо, Японская Корея — 16 марта 2001, Сеул, Республика Корея) — премьер-министр Республики Корея в 1980 году. Де-юре исполнял обязанности президента страны после отставки Чхве Гю Ха, хотя формально власть была в руках генерала Чон Ду Хвана.

## Биография
Окончил Высшую коммерческую школу (Киото, Япония), Национальный университет обороны Республики Корея, курсы международных отношений Высшей школы международных исследований Национального университета Чеджу. Являлся почетным доктором права Уэслианского университета Иллинойса, США (1968), почетным доктором делового администрирования
Национального университета Чеджу.
Работал в аппарате Министерства обороны, являлся начальником департамента финансов ВВС Южной Кореи.
- 1961 г. — заместитель государственного секретаря,
- 1961—1963 гг. — заместитель министра
- 1963—1967 гг. — министр торговли,
- 1967—1969 гг. — заместитель премьер-министра, министр экономического планирования,
- 1969—1973 гг. — консультант в различных государственных и научных структурах,
- 1973—1980 гг. — президент Корейской международной торговой ассоциации, являлся вице-президентом Ассоциации по сотрудничеству между Республикой Корея и США,
- 1979 г. — президент технологического института,
- 1980 г. — премьер-министр Республики Корея, впоследствии исполняющий обязанности Президента.

В 1981 г. был утвержден членом Национального консультативного совета.